# MSC Grandiosa
Die MSC Grandiosa ist ein Kreuzfahrtschiff der italienischen Reederei MSC Cruises. Es wurde im Jahr 2019 als erstes Schiff der Meraviglia-Plus-Klasse in Dienst gestellt.

## Geschichte

### Bestellung, Bau und Ablieferung
Im März 2014 bestellte MSC Crociere bei STX France (heute Chantiers de l’Atlantique) zwei Kreuzfahrtschiffe des Projektes „Vista“, die MSC Meraviglia und die MSC Bellissima, dabei wurden Optionen über zwei weitere Neubauten vereinbart. Schließlich bestellte MSC Cruises im Februar 2016 zwei Schiffe der Meraviglia-Plus-Klasse, die MSC Grandiosa und die MSC Virtuosa.  Sie beruhen im Wesentlichen auf den ersten beiden Schiffen Meraviglia-Klasse, sind jedoch rund 10.000 BRZ größer und 16 Meter länger.
Am 16. November 2017 wurde mit dem Bau des Schiffes begonnen und der Name MSC Grandiosa bekanntgegeben.
Im April 2017 vereinbarte STX France mit der Crist-Werft in Gdynia den Bau von zwei 125 Meter langen Rumpfsektionen für die MSC Grandiosa und des Schwesterschiffes MSC Virtuosa. Die Rumpfsektion der MSC Grandiosa wurde mit zwei weiteren Sektionen auf der Crist-Werft in Gdynia gebaut und im Mai/Juni 2018 nach Saint-Nazaire überführt.
Anfang Januar 2019 wurde die MSC Grandiosa mit Schleppern aus dem Baudock gezogen und an die Ausrüstungskaje bugsiert. Die Ablieferung des Schiffes erfolgte am 31. Oktober 2019.

### Indienststellung und weiterer Einsatz
Nach der Ablieferung wurde die MSC Grandiosa am 9. November 2019 im Hamburger Hafen von Sophia Loren getauft. Die Jungfernfahrt führte von Hamburg nach Genua. Von dort unternahm die MSC Grandiosa zunächst Reisen in das westliche Mittelmeer.
Nachdem die Reederei aufgrund der COVID-19-Pandemie im Jahr 2020 vorübergehend Kreuzfahrten auf sämtlichen Schiffen abgesagt hatte, startete die MSC Grandiosa am Abend des 16. August 2020 als erstes Schiff der Reederei wieder eine Kreuzfahrt. Seither ist die MSC Grandiosa fast durchgängig im Einsatz gewesen. An Bord galt ein von Experten entwickeltes Sicherheits- und Hygienekonzept, welches auch geführte Landgänge zuließ. Die MSC Grandiosa war damit das erste Kreuzfahrtschiff, das nach Ausbruch der Pandemie eine Kreuzfahrt mit Landgängen angeboten hat.